# ナゴノ福祉歯科医療専門学校
ナゴノ福祉歯科医療専門学校（ナゴノふくししかいりょうせんもんがっこう）は、愛知県名古屋市東区泉一丁目にある私立専門学校。

## 設置学科
- 歯科衛生士科（女男3ヵ年）

## 取得目標資格
- 歯科衛生士科
  - 歯科衛生士国家資格

## 所在地
- 愛知県名古屋市東区泉一丁目17番17号

## 最寄り駅
- 名古屋市営地下鉄名城線・桜通線「久屋大通駅」1A出口より徒歩で約3分。

## 沿革
- 1967年（昭和42年）2月 - 学校法人神野学園設立。
- 1986年（昭和61年）4月 - ハワイ・パシフィック大学と姉妹校提携。
- 1988年（昭和63年）4月 - 国際情報パシフィック専門学校開校。
- 1999年（平成11年）4月 - 東海福祉情報観光専門学校に校名変更、介護福祉科増設。
- 2004年（平成16年）4月 - 東海福祉総合専門学校に校名変更、総合福祉科増設。
- 2009年（平成21年）4月 - 設置者を学校法人 那古野学園に変更。
- 2010年（平成22年）4月 - 名古屋歯科医療専門学校・歯科衛生士科を統合し、現校名に変更[1]。
- 2023年（令和5年）4月 - 介護福祉科募集停止